# Ossa de Montiel (kommun)
Ossa de Montiel är en kommun i Spanien.   Den ligger i provinsen Provincia de Albacete och regionen Kastilien-La Mancha, i den centrala delen av landet, 180 km söder om huvudstaden Madrid. Antalet invånare är 2 645.